# Râul Șuia
Râul Șuia este un curs de apă, afluent al râului Olpret. 

## Hărți
- Harta județului Cluj